# Gerbec
Gerbec je priimek v Sloveniji, ki ga je po podatkih Statističnega urada Republike Slovenije na dan 1. januarja 2010 uporabljalo 318 oseb in je med vsemi priimki po pogostosti uporabe uvrščen na 1.203. mesto.

## Znani nosilci priimka
- Anton Janez Grbec/Gerbec (1801—1873), zdravnik
- Anton Gerbec (1885—1955), rimskokatoliški duhovnik
- Franci Gerbec, gospodarski pravnik, nekdanji zvezni poslanec v Zboru republik in pokrajin Skupščine SFRJ
- Jelka Gerbec (1927—1996), slovenska političarka v Italiji, senatorka (KPI)
- Jože Gerbec (1914—1975), strokovnjak za poštni promet
- Marko Gerbec (1658—1718), zdravnik, znanstveni pisec, humanist in eden od ustanoviteljev Academie operosorum Labacensis
- Teja Gerbec, arheologinja
- Vida Gerbec (1925—2010), telovadka in zdravnica